# Nibia Sabalsagaray
Nibia Sabalsagaray Curutchet (Nueva Helvecia, 10 de septiembre de 1949 - Montevideo, 29 de junio de 1974) fue una profesora de literatura egresada del Instituto de Profesores Artigas y activista social uruguaya. Fue torturada y asesinada durante la dictadura cívico-militar que rigió entre 1973 y 1985.

## Biografía
Hija de un obrero textil de la fábrica Campomar y Soulas, fue reconocida por compañeros y profesores como una alumna brillante. Cuenta el profesor Omar Moreira que "tan brillante era que faltando un profesor para el grupo de cuarto año, el Director del Liceo me pide un nombre para ocupar este puesto y yo le digo que para mí Nibia es la persona idónea pero existe un inconveniente, no tenía 18 años, de manera que el Consejo de Enseñanza Secundaria le da un permiso especial y ella es profesora de Literatura en Colonia Valdense a los 17 años".
En 1968, ingresa al Instituto de Profesores Artigas (IPA) a estudiar Literatura donde se destaca por su inteligencia, creatividad y compromiso social.
Forma parte de la Agrupación gremial Renovación del Centro de estudiantes del IPA (CEIPA) e integra la Unión de la Juventud Comunista de Uruguay (UJC).
El 29 de junio de 1974 fue detenida a las dos de la mañana en su domicilio y conducida al Batallón N° 5; al mediodía del mismo día se informa su muerte a los familiares catalogándola de suicidio y entregando el féretro con la prohibición expresa de abrirlo.
La familia no respeta esta prohibición y Marcos Carámbula, estudiante de Medicina -a seis meses de recibirse de médico- pudo constatar las numerosas muestras de tortura que presentaba su cuerpo y cómo las marcas en su cuello no correspondían a las que puede provocarse la misma persona.
El 8 de septiembre de 2004 su hermana Estela Sabalsagaray presenta una denuncia legal pidiendo la investigación de las circunstancias de la muerte de Nibia. 
En el 2005 el Gobierno del Presidente Tabaré Vázquez colocó fuera de la Ley de Caducidad la muerte de Nibia Sabalsagaray porque en su detención habrían participado civiles, según la presentación ante la Justicia que hizo la hermana.
La resolución del Gobierno se basa en que los civiles no están comprendidos en la Ley de Caducidad que solo menciona a "funcionarios militares y policiales, equiparados y asimilados".
El 19 de octubre de 2009 la Suprema Corte de Justicia de Uruguay declaró por unanimidad inconstitucional la aplicación de la Ley de Caducidad en el caso de Nibia Sabalsagaray. Los magistrados justificaron la medida al argumentar que la norma viola la separación de poderes y que no puede ser entendida como una ley de amnistía, porque no fue aprobada según lo regulado por la Constitución.
El 8 de noviembre de 2010, el juez Rolando Vomero procesó al general Miguel Dalmao y al coronel retirado José Chialanza como responsables de homicidio muy especialmente agravado, por la muerte de  Nibia Sabalsagaray.

## Homenajes

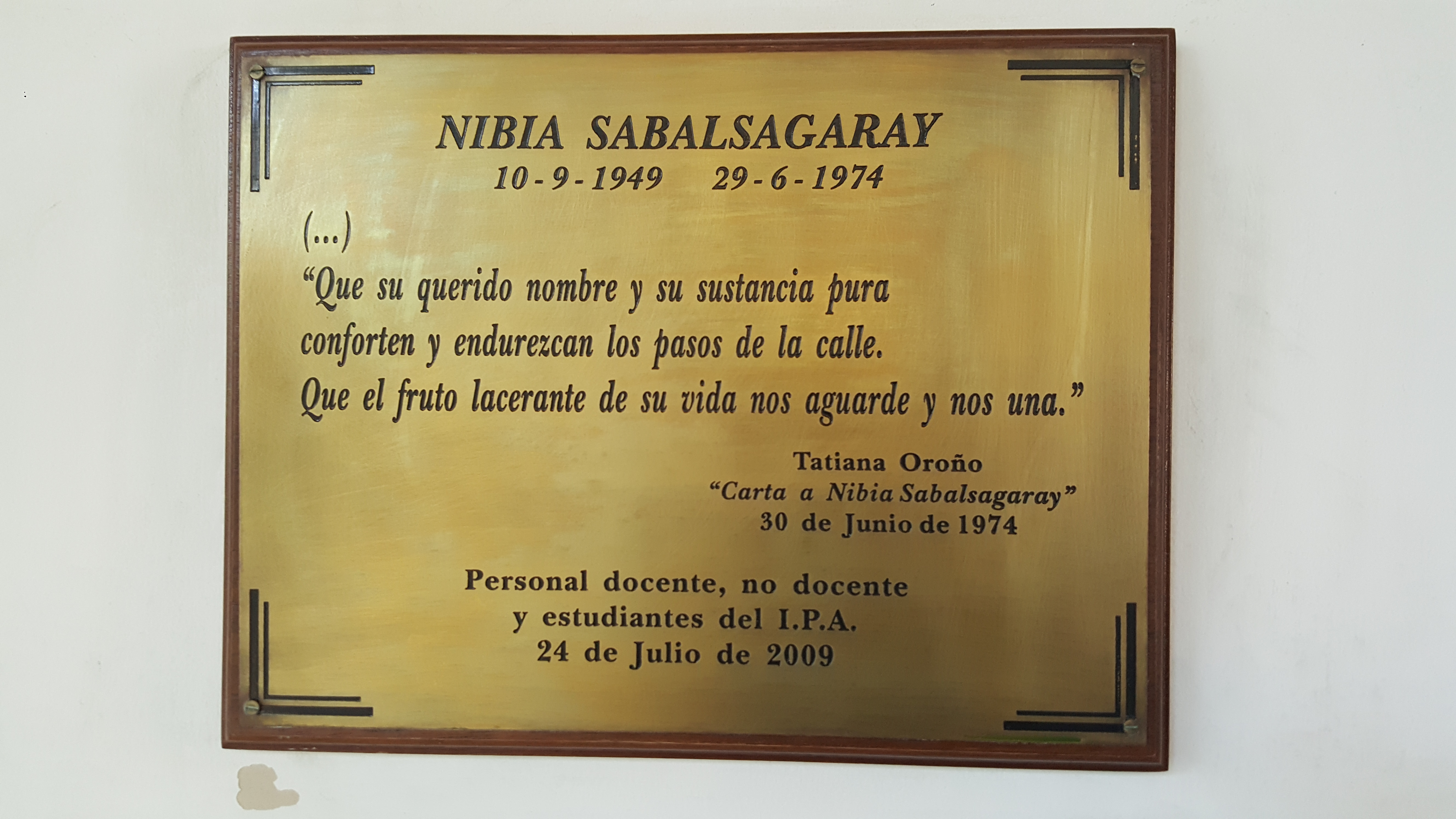
Placa en Instituto de Profesores Artigas

El 26 de junio de 2005 y por resolución de la Junta Departamental de Colonia, su ciudad natal le tributó un merecido homenaje otorgando su nombre a una calle.

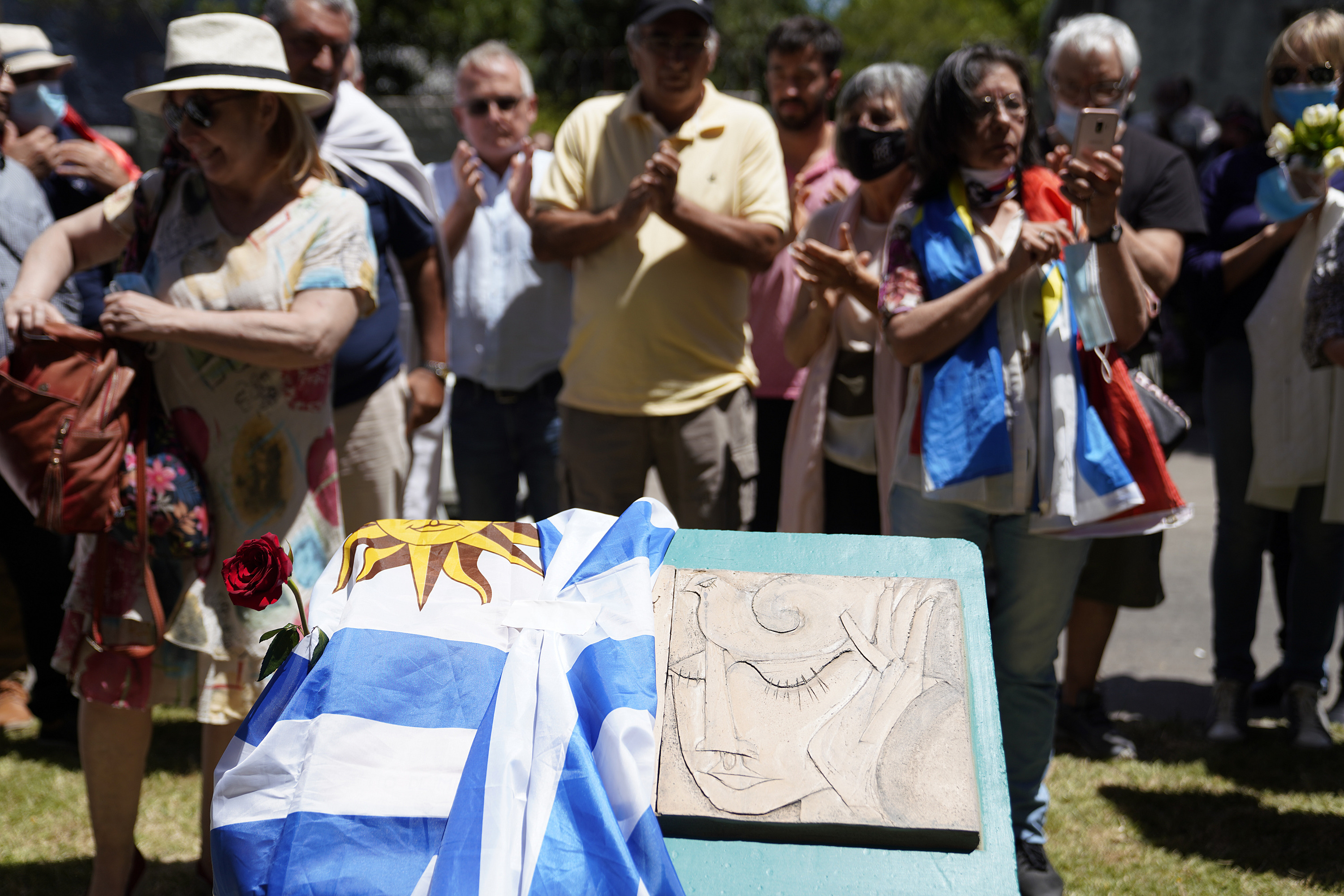
Acto de descubrimiento de placa en homenaje a Sabalsagaray en la vereda del Servicio de Material y Armamento en 2021

El 24 de julio de 2009 personal docente, no docente y estudiantes del IPA colocaron una placa en su homenaje en uno de los corredores principales del Instituto.